# Xã Holt, Quận Taylor, Iowa
Xã Holt (tiếng Anh: Holt Township) là một xã thuộc quận Taylor, tiểu bang Iowa, Hoa Kỳ. Năm 2010, dân số của xã này là 152 người.